# احمد عزیزی (سیاستمدار)
احمد عزیزی (زادهٔ ۱۳۲۲ قزوین) سیاستمدار و مترجم ایرانی است. عزیزی از فعالان جنبش دانشجویی ایران بوده و مسئولیت‌های متعددی در صدا و سیما، مجلس شورای اسلامی و وزارت امور خارجه داشته‌است.
احمد عزیزی در دوران تحصیل خود، از اعضای انجمن اسلامی دانشجویان آمریکا و کانادا بود و در سال منتهی به انقلاب ۱۳۵۷، رئیس شورای مرکزی انجمن شد. او به عنوان نمایندهٔ انجمن، عازم پاریس به منظور شرکت در کنگرهٔ سالانهٔ اتحادیه انجمن‌های اسلامی در اروپا شد و با سید روح‌الله خمینی ملاقات کرد.
مسئولیت احمد عزیزی در کمیتهٔ آزادسازی گروگان‌های آمریکایی (ر.ک. عهدنامه ۱۹۸۱ الجزایر) مورد توجه رسانه‌های بین‌المللی قرار داشت. عزیزی در دورهٔ سرپرستی نخست‌وزیر رجایی بر وزارت امور خارجه، به عنوان معاون امور اقتصادی و بین‌المللی وزیر منصوب شد. با آغاز دوران وزارت میرحسین موسوی، قائم‌مقام او در وزارت‌خانه شد. عزیزی این منصب را تا سال ۱۳۶۳ و هنگام شرکت در دومین دوره انتخابات مجلس شورای اسلامی در اختیار داشت. در دوره‌های دوم و سوم مجلس شورای اسلامی به نمایندگی از مردم قزوین انتخاب شد که ریاست کمیسیون امور خارجه، از جملهٔ سمت‌های او در دوران نمایندگی بود. پس از دوران نمایندگی، در مسئولیت‌هایی چون دبیر کمیتهٔ سیاست خارجی دبیرخانه شورای عالی امنیت ملی، سفیر ایران در آلمان و نیز دستیار ارشد وزیر امور خارجه فعالیت کرد. عزیزی در سال ۱۳۸۳ به عنوان سفیر ایران در کانادا منصوب شد اما به دلیل نقش داشتن در کمیتهٔ آزادسازی سال ۱۹۸۱، دولت کانادا با صدور روادید وی مخالفت کرد. او در شهریور ۱۳۸۴ از وزارت امور خارجه بازنشسته شد.
احمد عزیزی یکی از امضاکنندگان نامهٔ حمایت جمعی از نمایندگان ادوار مجلس از سید محمد خاتمی در جریان انتخابات ریاست‌جمهوری ۱۳۷۶ بود.